# Tectaria kusukusensis
Tectaria kusukusensis är en ormbunkeart som först beskrevs av Bunzo Hayata, och fick sitt nu gällande namn av David Bruce Lellinger. Tectaria kusukusensis ingår i släktet Tectaria och familjen Tectariaceae. Inga underarter finns listade.